# DUKW
DUKW (popularnie nazywany „duck” – kaczka) – sześciokołowy pojazd amfibijny, z napędem na wszystkie koła, zaprojektowany w Stanach Zjednoczonych w czasie II wojny światowej.

## Historia
Oznaczenie „DUKW” opisuje kiedy pojazd został zaprojektowany i jakie było jego przeznaczenie. Według terminologii przedsiębiorstwa General Motors Corporation (GMC) z tego okresu „D” oznaczało, że pojazd został zaprojektowany w 1942 roku, „U” oznacza „wielozadaniowy, amfibijny”, „K” – „napęd na wszystkie koła”, a „W” – dwie osie z tyłu pojazdu. DUKW powstał na bazie pojazdu CCKW, który zmodyfikowano poprzez dodanie wodoszczelnego kadłuba i śruby napędowej. DUKW napędzany był sześciocylindrowym silnikiem gaźnikowym o pojemności 4,4 l, ważył 7,5 t, miał 9,3 m długości, 2,4 m szerokości i 2,6 m wysokości. Na lądzie osiągał maksymalną prędkość 80 km/h, a w wodzie 10 km/h. Manewrowość w wodzie zapewniał ster umieszczony za śrubą napędową, a dodatkowo przednie koła pojazdu. Kierowca siedział (jak w samochodzie) z przodu, za składaną szybą. W razie złej pogody można było rozpiąć nad pojazdem brezentowy dach. Uzbrojenia własnego DUKW oryginalnie nie posiadały, ale w trakcie działań wojennych wyposażano je w kaemy, a nawet działka oraz wyrzutnie rakietowe „Skorpion” (na Pacyfiku).
Początkowo armia nie była zainteresowana tym pojazdem i po prezentacjach pierwszych prototypów nie złożono na nie zamówienia. Dopiero kiedy zupełnie przypadkowo jeden z prototypów „kaczora” wziął udział w akcji ratowania załogi rozbitego okrętu, przy wietrze osiągającym prędkość 110 km/h i na dużej fali, zauważono dużą przydatność tego pojazdu i zdecydowano się na jego produkcję. W czasie wojny pojazdy DUKW niejednokrotnie udowadniały swą dużą „zdatność do żeglugi” przepływając między innymi kanał La Manche.
Był to pierwszy pojazd w którym kierowca miał możliwość regulacji ciśnienia w kołach, pozwalając na ich pełne napompowanie na twardych nawierzchniach, oraz na zmniejszenie ciśnienia na miękkich jak na przykład piasek. DUKW był jedynym pojazdem kołowym, który był w stanie poruszać się po miękkich i grząskich plażach Iwo Jimy.

## Służba
Do zakończenia II wojny światowej zbudowano 21 147 DUKW; były używane zarówno przez Amerykanów, jak i Brytyjczyków na wszystkich teatrach wojny.
586 sztuk wysłano do Związku Sowieckiego w ramach programu Lend-Lease, gdzie na ich podstawie zbudowano po wojnie kopię – ZiŁ-485.

## Galeria

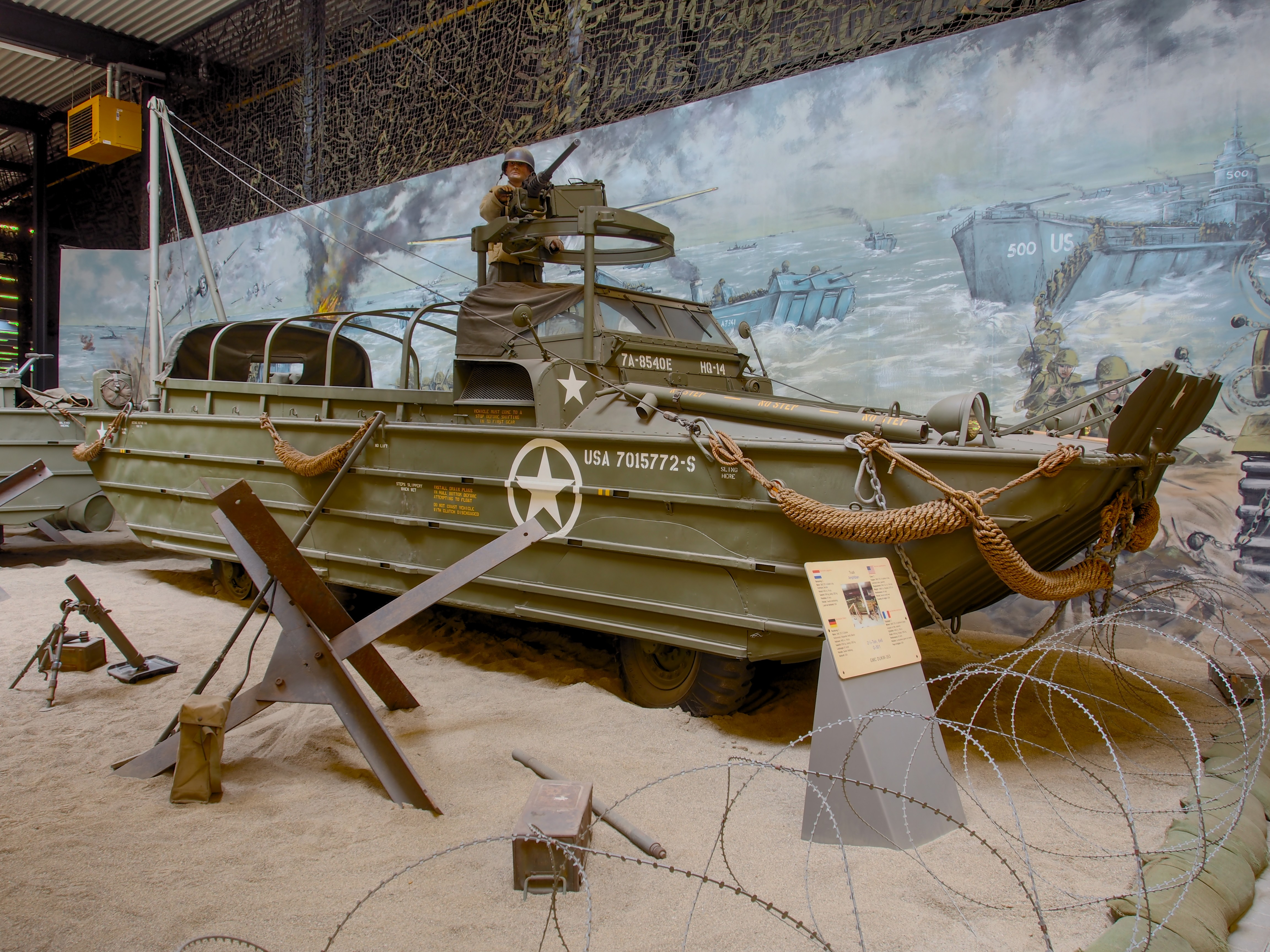
DUKW w muzeum wojennym w Overloon
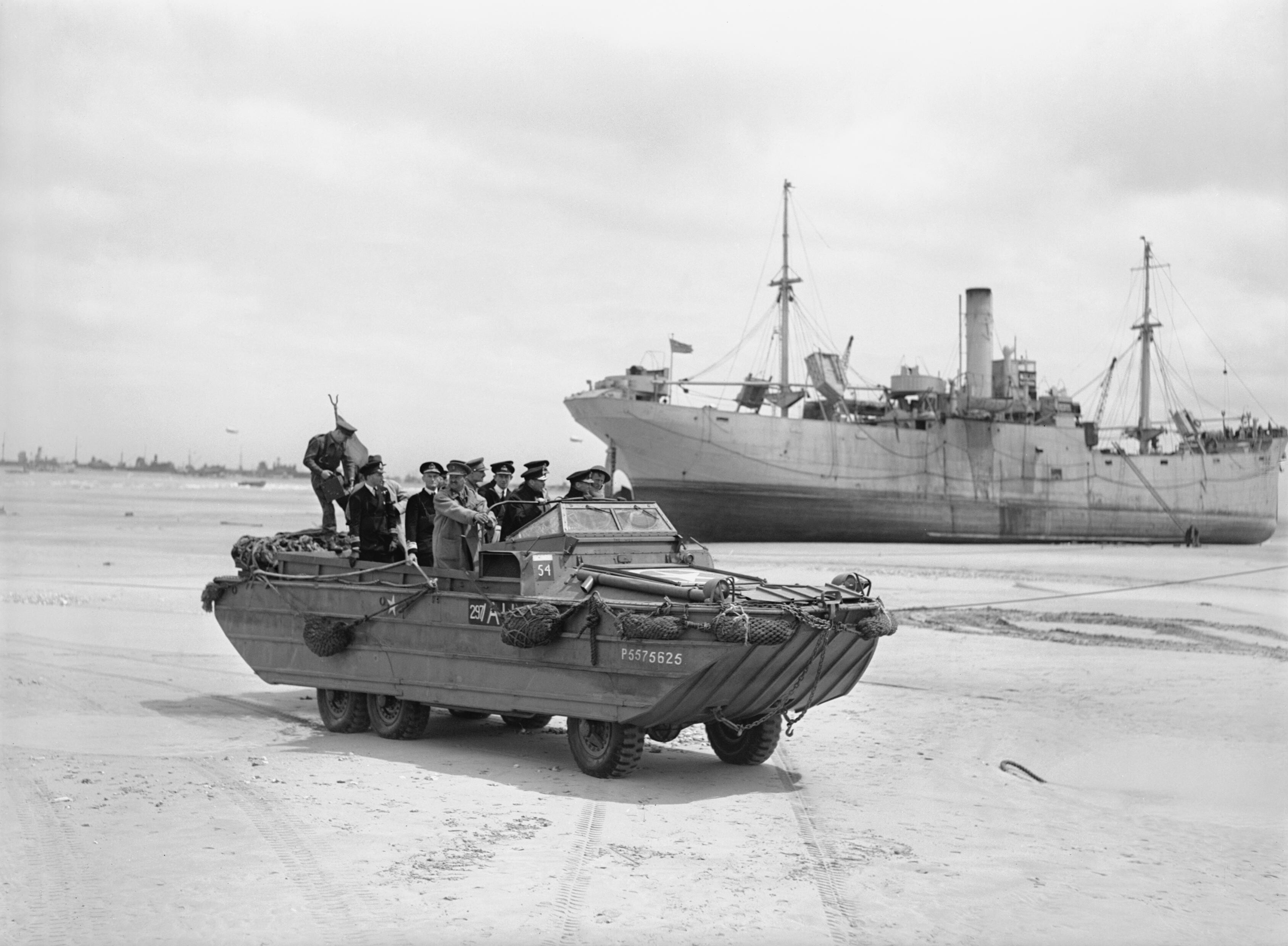
Król Wielkiej Brytanii Jerzy VI oraz admirałowie Andrew Cunningham i Bertram Ramsay na pokładzie DUKW w Normandii, 1944 r.
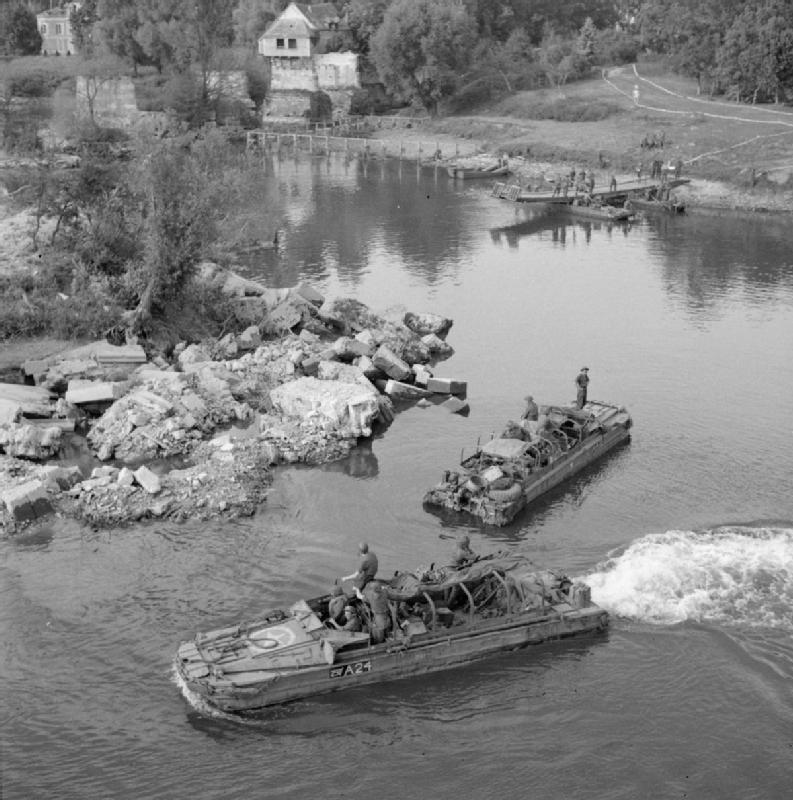
Pojazdy DUKW przekraczające Sekwanę, 1944 r.
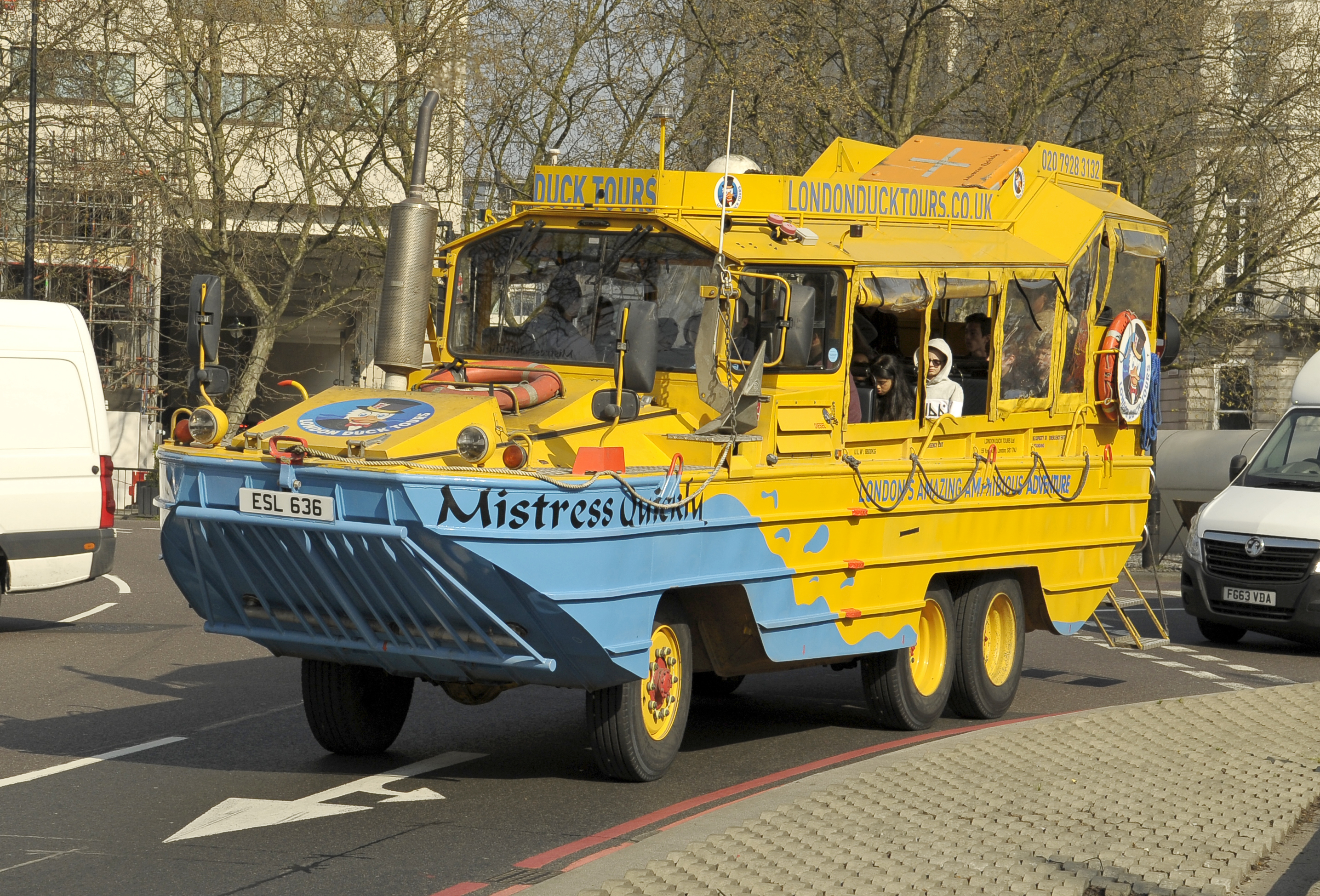
Demobilowy pojazd współcześnie wykorzystywany do obwożenia turystów